# Ла-Робин-сюр-Галабр
Ла-Роби́н-сюр-Гала́бр (фр. La Robine-sur-Galabre, окс. La Robina) — коммуна во Франции, находится в регионе Прованс — Альпы — Лазурный Берег. Департамент коммуны — Альпы Верхнего Прованса. Входит в состав кантона Восточный Динь-ле-Бен. Округ коммуны — Динь-ле-Бен.
Код INSEE коммуны — 04167.

## Население
Население коммуны на 2008 год составляло 324 человека.
| 1962 | 1968 | 1975 | 1982 | 1990 | 1999 | 2008 |
| ---- | ---- | ---- | ---- | ---- | ---- | ---- |
| 48   | 57   | 74   | 146  | 228  | 257  | 324  |

## Экономика
В 2007 году среди 225 человек в трудоспособном возрасте (15—64 лет) 183 были экономически активными, 42 — неактивными (показатель активности — 81,3 %, в 1999 году было 70,6 %). Из 183 активных работали 171 человек (85 мужчин и 86 женщин), безработных было 12 (4 мужчин и 8 женщин). Среди 42 неактивных 19 человек были учениками или студентами, 18 — пенсионерами, 5 были неактивными по другим причинам.

## Достопримечательности
- Церковь Сен-Пон (XII век)
- Часовня Сен-Пон (XVII век)
- Часовня Сен-Жан